# Steppenwolf Theatre Company

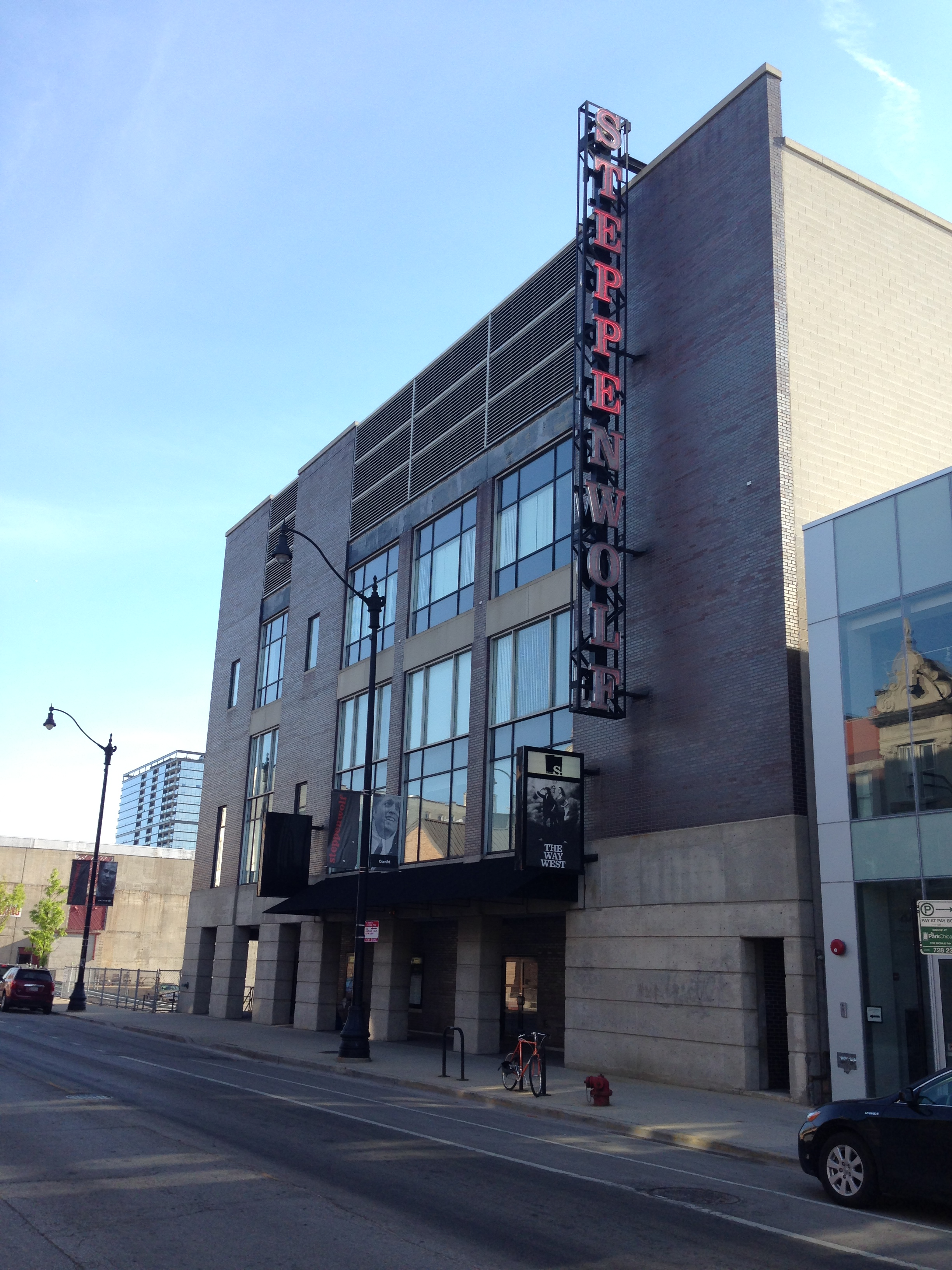
Edificio de la Steppenwolf Theatre Company

La Steppenwolf Theatre Company es una compañía de teatro estadounidense fundada en Chicago en 1974 por Laurie Metcalf, Gary Sinise, Terry Kinney y Jeff Perry en el Unitarian Church en la Half Day Road de Deerfield, Illinois. Luego se reubicó en la Calle Halsted, en el barrio del Parque Lincoln en Chicago. El nombre de la compañía proviene de la novela del mismo nombre del autor alemán-suizo Hermann Hesse, conocida en español como El lobo estepario. Martha Lavey, miembro de la compañía desde hace mucho tiempo, ha sido la directora artística desde 1995. David Hawkanson, director ejecutivo desde 2003, se retiró en enero de 2015 y el director general David Schmitz fue quien tomó las riendas administrativas.

## Historia
El nombre Steppenwolf Theatre Company se utilizó por primera vez en 1974 en una iglesia unitaria en Half Day Road en Deerfield . La compañía presentó And Miss Reardon Drinks a Little de Paul Zindel, Rosencrantz y Guildenstern han muerto de Tom Stoppard, y El zoo de cristal de Tennessee Williams, con la dirección de Rick Argosh, y Grease de Jim Jacobs y Warren Casey, con Gary Sinise como director.
Los miembros fundadores son Terry Kinney, Jeff Perry y Gary Sinise. Los fundadores reclutaron a seis miembros adicionales: H. E. Baccus, Nancy Evans, Moira Harris, John Malkovich, Laurie Metcalf y Alan Wilder.
En 1975, Steppenwolf se incorporó como una organización sin fines de lucro, ahorrando dinero al tomar el nombre de una compañía de teatro fallida que ya se había incorporado. En el verano de 1976, Steppenwolf se instaló en un sótano vacío de la Iglesia Católica de la Inmaculada Concepción en Highland Park y produjo su primera temporada completa de obras de teatro.
En 1980, la compañía de teatro se mudó a un teatro de 134 asientos en el Jane Addams Hull House Center en Broadway Avenue en Chicago. Dos años más tarde, la compañía se mudó a una instalación de 211 asientos en 2851 N. Halsted Street, que fue su hogar hasta 1991, cuando se completó la construcción del actual complejo de teatros en 1650 N. Halsted Street (con oficinas administrativas en 1700 N. Calle Halsted). El teatro tiene tres teatros: el Teatro de la planta baja con capacidad para 515; el Upstairs Theatre con capacidad para 299; y el Teatro 1700, un teatro informal, íntimo y flexible con capacidad para 80 personas.
En 1982, True West de Sam Shepard, fue protagonizada por Gary Sinise y John Malkovich, esta fue la primera de muchas producciones de la compañía Steppenwolf que los llevó a presentarse en la ciudad de Nueva York. En 1994, la compañía hizo su debut en Los Ángeles con la primera obra de Steve Martin, Picasso at the Lapin Agile y en 1996, después de varios éxitos en Chicago y Nueva York, llegó la primera producción internacional de Steppenwolf, Los huérfanos de Lyle Kessler, dirigida por Gary Sinise, que debutó en Londres.
La Fundación MacArthur otorgó a Steppenwolf Theatre Company $ 2.26 millones entre 1978 y 2017, en apoyo de las operaciones generales y el crecimiento de los programas artísticos y educativos.

## Compañía
Steppenwolf es una compañía de teatro fundada en 1974 por Gary Sinise, Terry Kinney, y Jeff Perry. Actualmente está conformado por 44 miembros, entre ellos encontramos a actores Joan Allen, John Malkovich, Gary Cole, Kathryn Erbe, Tim Tolva, Laurie Metcalf, John Mahoney y William Petersen. También incluye a escritores, como Tracy Letts y Bruce Norris, y directores Frank Galati y Anna D. Shapiro Entre sus miembros.

## Producciones destacadas
Producciones de gran trascendencia:
- Clybourne Parque de Bruce Norris
- August: Osage Condado, de Tracy Letts
- True West, de Sam Shepard
- Bálsamo en Gilead de Lanford Wilson
- Y un Ruiseñor Cantó, de C. P. Taylor
- Huérfanos de Lyle Kessler
- Coyote Ugly (1985) de Lynn Seifert,[22] t, dirigido por John Malkovich.[23]
- Quemar Esto, de Lanford Wilson
- Las Uvas de Ira, adaptado por el miembro de compañía Frank Galati

## Recepción crítica
A través de su Iniciativa de nuevas obras, la compañía mantiene una relación constante con escritores de fama internacional sin dejar de apoyar el trabajo de dramaturgos a mitad de carrera. En 1988, Steppenwolf presentó el estreno mundial de la adaptación de Las uvas de la ira de Frank Galati, basado en la novela de John Steinbeck, que finalmente ganó el Premio Tony a la Mejor Obra. En 2000 Steppenwolf presentó el estreno mundial de Orson's Shadow de Austin Pendleton, que posteriormente fue recreada fuera de Broadway en teatros en todo el país.
En diciembre de 2007, Steppenwolf presentó una nueva obra escrita y dirigida por miembros de la compañía en el Teatro Imperial de Broadway, August: Osage County de Tracy Letts. La obra fue aclamada por el New York Times "...de plano, no hay asteriscos ni salvedades el nuevo juego más emocionante que Broadway ha visto en años.." Dirigida por Anna D. Shapiro, miembro de la compañía, y la puesta en escena contó con siete miembros de Steppenwolf, August: Osage County se convirtió en número uno en la lista de los diez primeros de obras Teatro del 2007. Después de mudarse del Teatro Imperial al The Music Box Theatre, August: Osage County obtuvo cinco Premios Tony, incluyendo Mejor Obra de 2007, Mejor Director (Anna D. Shapiro), Mejor actriz principal (Deanna Dunagan), Mejor Actriz Destacada (Rondi Reed) y mejor diseño escénico (Todd Rosenthal). Letts 'pasó a ganar el Premio Pulitzer 2008 para el drama por su juego. August: Osage County cerró en Broadway el domingo 28 de junio de 2009, después de 648 actuaciones. Al mismo tiempo, en noviembre de 2008, la obra se estrenó en el Royal National Theatre en Londres con un éxito moderado de 10 semanas de ejecución con la mayor parte del elenco original de Broadway, en último tramo, ganó el Premio Olivier de ese año por el diseño conjunto de Rosenthal.
Steppenwolf ayudó a lanzar las carreras de un número importante de actores americanos muy conocidos, incluyendo a Gary Sinise, John Malkovich, Joan Allen, John Mahoney, Martha Plimpton, Glenne Headly, Gary Cole, Terry Kinney, Kathryn Erbe, Amy Morton y Laurie Metcalf.
En 2009 Steppenwolf fue reconocido por The Wall Street Journal como uno de los Principales Pequeños lugares de trabajo en Estados Unidos. Además, en 2010 el programa de aprendizaje de Steppenwolf fue honrado por segundo año consecutivo como una de las 10 mejores prácticas en los Estados Unidos por el sitio web Vault.com.
Entre sus muchos honores son el Premio Tony a la Excelencia Regional de Teatro (1985) y la Medalla Nacional de las Artes (1998).